# 薄毛茸荚红豆
薄毛茸荚红豆（学名：Ormosia pachycarpa var. tenuis）为豆科红豆属下的一个变种。

## 扩展阅读
- 維基物種上的相關：薄毛茸荚红豆